# Душан Бајић
Душан Бајић (Нови Сад, 25. фебруара 1978) српски је фудбалски тренер.

## Каријера
Бајић је прошао млађе категорије Новог Сада, где је нешто касније наступао и за први тим. Као фудбалер играо је и за новосадски Железничар, ЖСК из Жабља и Шајкаш из Ковиља.
Тренерским послом почео је да се бави 2004. године, те је најпре радио у локалним клубовима. Био је помоћник у стручном штабу тадашњег прволигаша, Радничког из Сомбора, који је тада предводио Золтан Сабо. Касније је водио Слогу из Темерина, а затим је ангажован у омладинској школи Војводине. Ту је у континуитету провео период од 2012. до 2018. и радио са генерацијама од 1995. до 2004. годишта. Крајем новембра 2018. именован је на место тренера Бечеја који је водио током такмичења у Првој лиги Србије. Наредне сезоне поново је преузео омладински тим Војводине, где је остао до краја календарске 2020. Потом је радио као помоћник Младена Крстајића у ТСЦ-у из Бачке Тополе. У августу 2021. наследио је Бранка Жигића на клупи новосадског Пролетера. Са тим клубом потписао је уговор на две, уз могућност продужења за још три године. Бајић је екипу Пролетера водио до априла 2022, после чега је прекинута сарадња. Крајем исте године се вратио у Војводину где је обављао функцију главног тренера у омладинској школи. Прикључен је стручном штабу тренера Радослава Батака крајем фебруара 2023. Последњег дана октобра исте године, преузео је вођство екипе новосадске Младости.